# Бутрій Дмитро Стефанович
Дмитро́ Стефа́нович Бутрі́й (нар. 15 березня 1973 року, село Чорнобаївка Білозерського району, тепер Херсонського району Херсонської області) — український політик, державний службовець, 1-й заступник голови Херсонської обласної державної адміністрації. Тимчасовий виконувач обов'язків голови Херсонської обласної державної адміністрації з 12 квітня до 11 червня 2019 та з 9 липня до 3 серпня 2022 року.

## Життєпис
У листопаді 1990 — травні 1991 року — токар Херсонського електромеханічного заводу.
У червні 1991 — червні 1996 року — санінструктор спортивного клубу «Чемпіон» у місті Херсоні.
У липні 1996 — листопаді 2010 року — зубний технік Херсонської міської дитячої стоматологічної поліклініки.
У листопаді 2010 — грудні 2015 року — заступник голови Чорнобаївської сільської ради Білозерського району Херсонської області.
У 2013 році закінчив Вищий навчальний заклад Укоопспілки «Полтавський університет економіки і торгівлі», економіка підприємства, магістр з економіки підприємства.
У грудні 2015 — квітні 2016 року — 1-й заступник голови Білозерської районної державної адміністрації Херсонської області.
У квітні — липні 2016 року — помічник голови (патронатна служба) Херсонської обласної державної адміністрації.
У липні — серпні 2016 року — головний спеціаліст відділу фінансового забезпечення апарату Херсонської обласної державної адміністрації.
У серпні 2016 — січні 2019 року — директор Департаменту економічного розвитку та торгівлі Херсонської обласної державної адміністрації.
Навчається заочно в Національній академії державного управління при Президентові України.
З 28 січня 2019 року — 1-й заступник голови Херсонської обласної державної адміністрації.
з 12 квітня до 11 червня 2019 року був тимчасовим виконувачем обов'язків голови Херсонської ОДА.
З 9 липня по 3 серпня 2022 року — тимчасовий виконувач обов'язків голови Херсонської обласної державної адміністрації. Він замінив на цій посаді Геннадія Лагуту.
Депутат Херсонської обласної ради VII та VIII скликань.